# 貢圖戈大區
8°2′N 2°47′W / 8.033°N 2.783°W
貢圖戈大區（法語：Gontougo），是科特迪瓦的31個大區之一，位於該國東北部，由贊贊區負責管轄，首府設於邦杜庫，始建於2011年，面積16,770平方公里，2014年人口667,185，人口密度每平方公里40人。